# خانة خل عليا
خانة خل عليا هي قرية في مقاطعة سردشت، إيران. عدد سكان هذه القرية هو 160 في سنة 2006.